# 金昊範
金 昊範（キム・ホボム、1990年12月10日 - ）は、ジャパンラグビーリーグワン宗像サニックスブルースに所属するラグビー選手。

## プロフィール
- 韓国ソウル出身。
- ポジションはロック(LO)。
- 身長 193 cm、体重 116 kg
- ニックネームはキムさん、キム。
- 韓国代表に選ばれたことがある[1]。

## 来歴
ソウル北工業高校、檀国大学、尚武を経て、2015年、クボタスピアーズ(現・クボタスピアーズ船橋・東京ベイ)に加入。同年11月14日に行われたジャパンラグビートップリーグ第1節の東芝ブレイブルーパス戦に先発出場で日本での公式戦初出場を果たす。
2021年、宗像サニックスブルースに加入。